# Mavuthanahalli, Arsikere
Mavuthanahalli là một làng thuộc tehsil Arsikere, huyện Hassan, bang Karnataka, Ấn Độ.